# Treigny
Treigny là một xã của Pháp, nằm ở tỉnh Yonne trong vùng Bourgogne 200 km phía nam của Paris.

## Hành chính
| Danh sách các thị trưởng               |           |                 |      |                    |
| Giai đoạn                              | Giai đoạn | Tên             | Đảng | Tư cách            |
| mars 2001                              |           | Gérard Morisset |      | Conseiller général |
| Tất cả các dữ liệu trước đây không rõ. |           |                 |      |                    |

## Thông tin nhân khẩu
| Năm | 1962  | 1968  | 1975  | 1982  | 1990 | 1999 |
| --- | ----- | ----- | ----- | ----- | ---- | ---- |
| Dân số | 1 151 | 1 070 | 1 196 | 1 000 | 932  | 840  |
| From the year 1962 on: No double counting—residents of multiple communes (e.g. students and military personnel) are counted only once. |       |       |       |       |      |      |

.